# Wepemneferet
Wepemneferet ist der Name eines altägyptischen Prinzen und Beamten in der 4. Dynastie während des Alten Reiches. Er war vermutlich ein Sohn von König (Pharao) Cheops.

## Ämter
Wepemneferet führte hohe Rangtitel wie „Direktor für den Transport“ (Heka-mehedj), „Verwalter der Barken“ (Adj-mer-imu), „Prophet der Göttin Heket“ (Hem-netjer-Heqet), „Prophet der Göttin Seschat“ (Hem-netjer-Seschat), „Prophet des Gottes Anubis“ (Hem-netjer-Inpu), „Prophet des Gottes Horus-im-Norden“ (Hem-netjer-Heru-mechti), „Priester der Seelen von Pe“ (Hem-bau-pe), „chet-Priester des Ha“ (Chet-Ha), „Aufseher der königlichen Schreiber“ (Medjeh-djeschui-nesut), „Aufseher der Mehit“ (Medjehu-mehit), „Vorderster der Archive der Vertrauten des Königs“ (Chentet-per-medjehut-rech-nesut) und „Großer der Zehn von Oberägypten“ (Wer-medj-schemau).

## Grab
Wepemneferet wurde in der Mastaba G 1201 auf dem so genannten Westfriedhof, dem größten Gräberfeld auf dem Pyramidenplateau von Gizeh bestattet. Das Grab wurde im März 1905 von George Andrew Reisner während seiner Grabungen in Gizeh entdeckt. Wepemneferets Name und seine Titel fanden sich auf einer in den Türsturz eingelassenen Grabplatte mit Opfertischszene, deren Reliefinschriften teilweise bemalt waren.